# 班特里
班特里（英语：Bantry；爱尔兰语：Beanntraí），爱尔兰南部科克郡城镇。总人口3309（2006年）。

## 姊妹城市
- 拉克罗斯，美国威斯康星州。

## 友好城市
- 法國 蓬拉贝